# B41 (核爆弾)
B41はアメリカ合衆国が開発した核爆弾。水素爆弾であり、1961年から1976年にかけてアメリカ空軍戦略航空軍団に配備されていた。

## 概要
Mark 41の名称で、1955年より開発が開始されている。454kg以上のクラスBに分類される大型核爆弾として設計が行われた。同じ弾頭部を用いるW41核弾頭も大陸間弾道ミサイル用に開発が行われたが、こちらは1957年に開発中止となった。
B41は最大核出力25メガトン（25000キロトン）の大威力の3F爆弾であり、アメリカ合衆国で実用化された核兵器としては唯一の多段階核反応を用いるものとなっている。
重量は4,850kgに達し、直径は132cm、全長3.76mであった。フルヒューズオプションであり、自由落下による投下のほか、制動傘を用いた空中爆発、地表爆発、レイダウン爆発まで対応している。B41を搭載できる機体はB-47およびB-52のみであった。また、Y1とY2の二つのバージョンが開発され、Y1はタンパーにウラン238を用いたもの、Y2は鉛を用いたものとなっている（タンパーを鉛に変更すると第3段階の核分裂が起きない分核出力が減少し、また放射性降下物を大きく減らすことができる）。
この爆弾のクリーン化モデル兵器やデバイスの実験は多く行われてきたが、ウランによる3段階目の高速核分裂を利用し25メガトン（25000キロトン）の威力を出すよう設計されたためか、2メガトンなどの桁外れレベルに低威力な出力しか発揮していないものがほとんどである。
1955年から開発が開始され、1961年に配備が開始された。1960年から1962年にかけて500発が生産されている。1962年からは順次B53との更新が進められ、1976年に退役した。